# 裴春湃
裴春湃（1920年9月1日—1988年6月24日），也翻譯作裴春派，越南畫家，以關於河內古街區的繪畫作品而聞名。

## 生平
裴春湃原籍河東省懷德府雲耕社金黃村（今屬河內市懷德縣雲耕社）。裴在1941年至1946年間就讀於印度支那美術高等學院（今越南美術大學）第15屆。裴在河內參加了1945年的八月革命，在抗戰中與其他畫家一起參加了許多展覽。1952年他回到了河內，在河內北藥街（Phố Thuốc Bắc）87號的家中生活和進行創作，直到1988年6月24日河內逝世。

## 藝術事業

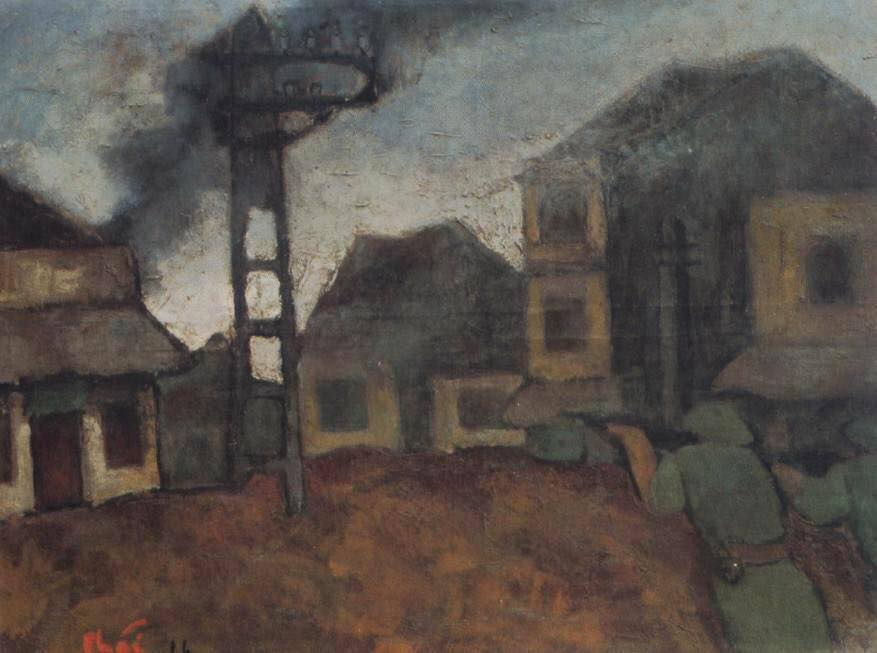
1946年的作品《河內》

裴春湃是來自印度支那美術高等學院最後一代學生的畫家之一，與阮創、阮思嚴、楊碧蓮等知名畫家一起，對越南現代美術的發展產生了重大影響。他專攻油彩材料，對河內古街區的主題充滿熱情。他的創作受到群眾的喜愛，他的這一繪畫主題被稱爲“湃街”（Phố Phái）。

## 家庭
裴春湃妻子是阮氏騁（Nguyễn Thị Sính），兩人的兒子裴清芳（Bùi Thanh Phương）也是一名畫家。

## 裴春湃獎
2008年8月，在裴春湃誕辰85周年之際，在越南體育與文化報和裴的家人的倡議下，設立了“河內之愛”裴春湃獎。旨在向富有科學和藝術價值，並且表達了對河內的愛的作者、作品、創意和工程頒發獎勵。

## 榮譽

### 獎項
- 胡志明獎文學藝術類（1996年）[4]
- 全國美術展覽獎（1946年、1980年）[4]

### 獎章
- 致力於越南美術事業紀念章（1997年）[3][4]
- 致力於越南文學藝術事業紀念章[3]

## 紀念
裴春湃的名字被用以命名河內市南慈廉郡美亭新城區的一條道路，此外廣平省洞海市南理坊和峴港市海洲郡也有以他的名字命名的道路。
2019年裴春湃99週年誕辰時，Google塗鴉將Google搜索引擎主頁上的商標更換爲了裴的形象，以向他表示敬意。裴是第二位獲得這一榮譽的越南人，在此之前第一位登上Google塗鴉的越南人是音樂家鄭公山。